# دولورس لامارکا
دولورس لامارکا مورل (گرانیرس, والس اورینتال, ۱۹ اکتبر ۱۹۴۳) کتابدار و لغت‌شناس کاتالانی است. او ریاست خدمات کتابخانه‌ها و میراث کتاب‌شناختی دولت محلی کاتالونیا و مدیریت کتابخانه ملی کاتالونیا را بر عهده داشته است. وی بیوه آنتونی کوماس ای پوخول است که از او سه دختر داشت.

## زندگینامه
لامارکا در دانشگاه بارسلونا در رشته زبان‌شناسی کلاسیک و در دانشکده کتاب‌شناسی در رشته علوم کتابداری تحصیل کرد. در ۵ نوامبر ۱۹۷۴ او به هیئت علمی بایگانی، کتابداران و باستان‌شناسان (بخش کتابخانه) در دانشگاه بارسلونا پیوست.
او از اول اوت ۱۹۸۰ تا ۲ مارس ۱۹۸۳ رهبری «خدمات کتابخانه و میراث کتابشناختی» دولت کاتالونیا را بر عهده داشت. در طول این سال‌ها، او پایه‌های سیستم کتابخانه‌ای فعلی کاتالونیا را بنا نهاد، مقررات فهرست‌نویسی را از طریق مؤسسه کتابشناسی کاتالونیا تطبیق داد و کتابخانه‌های جدیدی را برای ارائه خدمات بیشتر به عموم افتتاح کرد. بعدها، او مدیر کتابخانه دانشگاه بارسلونا (۲۰۰۰-۱۹۸۴) بود و در رأس این شبکه از کتابخانه‌ها به نقاط عطف مهمی مانند نوسازی سازه‌ها و ساختمان‌ها و افزودن رایانه‌سازی کامل دست یافت.